# Bilal Kamarieh
Bilal Kamarieh (* 14. August 1996 in Berlin) ist ein deutsch-libanesischer Fußballspieler.

## Karriere
Vor seinem Wechsel aus der Jugend von Hertha BSC zur Jugend des 1. FSV Mainz 05 absolvierte er unter Trainer Ante Čović beim 2:0-Sieg gegen den FSV Zwickau am 22. Februar 2014 sein Debüt für die zweite Mannschaft in der Regionalliga Nordost. Er wurde in der 82. Minute für Maximilian Obst eingewechselt. In der Folge spielte er noch 8 Mal in der Liga, wobei er keinen Torerfolg feiern konnte, und nur in einem Spiel über die volle Spielzeit zum Einsatz kam.
Zur Saison 2014/15 wechselte er in die Jugend des 1. FSV Mainz 05 und stieg zur Saison 2015/16 in die zweite Mannschaft des Vereins auf. Sein Debüt in der 3. Liga gab er unter Trainer Sandro Schwarz bei der 0:3-Niederlage gegen den FC Rot-Weiß Erfurt am 19. September 2015, als er in der 78. Minute für Benedikt Saller eingewechselt wurde. Nach dem Abstieg der Mainzer aus der 3. Liga, für welche er insgesamt vier Ligaspiele bestritt, kehrte er 2017 nach Berlin zurück und schloss sich Hertha 03 Zehlendorf an. Noch vor dem Hinrundenende in der NOFV-Oberliga Nord; er war vom 7. bis 15. Spieltag zum größten Teil nicht mehr im Kader gewesen; löste er im November 2017 seinen Vertrag wieder auf. Im Februar 2018 verpflichtete ihn der Oberligist Brandenburger SC Süd, für den er jedoch nur wenige Spiele bestritt. Zur Saison 2020/21 wechselte er für zwei Jahre zum Berliner SC in die sechstklassige Berlin-Liga und schloss sich anschließend ab 2022 in der elftklassigen Kreisliga C dem neu gegründeten Verein Delay Sports Berlin an. Nach einem erneuten Kreuzbandriss gab Kamarieh im Mai 2025 sein endgültiges Karriereende bekannt.